# 上原明
上原 明（うえはら あきら、1941年〈昭和16年〉4月5日 - ）は、日本の実業家。大正製薬相談役。
大正製薬ホールディングス代表取締役社長、大正製薬代表取締役社長および代表取締役会長、城西大学理事長を歴任した。

## 来歴・人物
住友銀行頭取・堀田庄三の二男として、東京都港区麻布に生まれる。
成蹊小学校、成蹊中学校、成蹊高等学校を経て慶應義塾大学経済学部に進学し、米国のミズーリバレーカレッジ、ダートマス大学経営学科大学院に留学。帰国後、休学していた慶應義塾大学に復学し卒業した。
1966年（昭和41年）4月、日本電気株式会社（NEC）入社。
大正製薬社長・上原昭二（現在は名誉会長）の長女である正子（武蔵野音楽大学出身）との結婚を機に、1977年（昭和52年）に大正製薬に入社し、取締役総務部長に就任。翌78年に専務、80年に副社長、82年に社長となる。
大正製薬は、三菱銀行を主力銀行としてきたが、この縁談を機に住友銀行に切り替えた。また、社内の情報関連機器が、日本IBMから日本電気製品に一斉に取り替えられたという。
趣味は映画観賞、演劇鑑賞。

## 親族
兄は、住友銀行副頭取、モルガン・スタンレー証券会長を務めた堀田健介。
長男の上原茂が大正製薬代表取締役社長、三男の上原健が同代表取締役副社長を務める。 茂、治（茂と双子）、健の3兄弟は、いずれも小学校から慶應義塾幼稚舎に学び、大学まで一貫して慶應義塾で過ごした。

## 経歴
- 成蹊小学校に2年生で編入し、そのまま成蹊中学校・高等学校に進学。
- 1966年3月　慶應義塾大学経済学部卒業。在学中に、米国のミズーリバレーカレッジ、ダートマス大学ビジネススクールに各1年間留学。
- 1966年4月　日本電気株式会社（NEC）入社、主に営業担当
- 1977年3月　日本電気株式会社（NEC）退社
- 1977年4月　大正製薬株式会社入社、総務部長
- 1977年6月　同社 取締役
- 1978年6月　同社 専務取締役
- 1980年6月　同社 取締役副社長
- 1981年6月　同社 代表取締役副社長
- 1982年6月　同社 代表取締役社長就任
- 2009年4月　同社 代表取締役会長兼社長[3]
- 2011年10月　大正製薬ホールディングス 代表取締役会長兼社長[3]
- 2012年6月　大正製薬 代表取締役会長[3]
- 2013年6月　大正製薬ホールディングス 代表取締役社長[3]
- 2015年6月　大正製薬 取締役会長[3]
- 2017年9月 学校法人城西大学理事長に就任
- 2023年12月 学校法人城西大学理事長を退任[4]
- 2024年7月 - 大正製薬ホールディングス代表取締役社長および大正製薬取締役会長を退任し、大正製薬相談役に就任[5][6]。

## 兼職等
- 2002年6月～2007年4月　日本電気株式会社（NEC）取締役
- 2017年9月～2023年12月　城西大学理事長